# Calothorax
Calothorax é um género de ave da família Trochilidae (beija-flores).
Este género contém as seguintes espécies:
- Calothorax lucifer (Swainson, 1827)  —   beija-flor-luminoso, colibri-luminoso
- Calothorax pulcherGould, 1859  —   beija-flor-bonito, colibri-belo